# А.Гранди (Ровиго)
А.Гранди (итал. A.Grandi) је насеље у Италији у округу Ровиго, региону Венето.
Према процени из 2011. у насељу је живело 14 становника. Насеље се налази на надморској висини од 5 м.